# Namnam bungnyeo
Namnam bungnyeo (남남북녀?), noto anche con i titoli internazionali Love Impossible e Love of South and North, è un film del 2003 scritto e diretto da Jung Cho-sin.

## Trama
Oh Young-hee è la figlia di un diplomatico nordcoreano, mentre Kim Chul-soo il figlio di un membro dell'intelligence. Chul-soo si innamora a prima vista, ma conquistare la ragazza riserverà ben più di una difficoltà.

## Distribuzione
In Corea del Sud la pellicola è stata distribuita dalla Tube Entertainment, a partire dall'8 agosto 2003.